# Holland Village (Singapore)

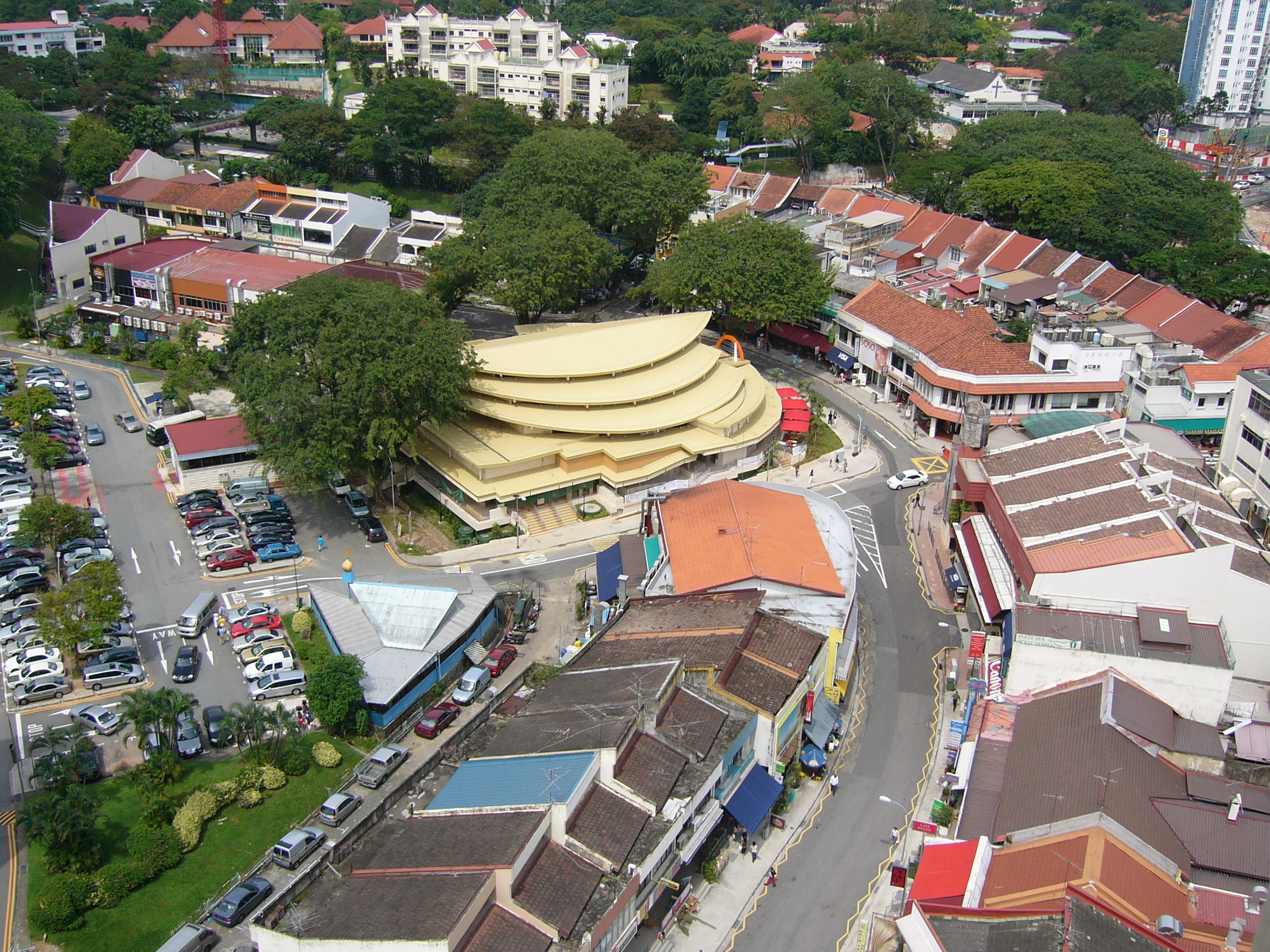
Holland Village, Singapore

Holland Village is een kleine commerciële enclave vlak bij het Buona Vista MRT Station in de buurt van de wijk Queenstown in Singapore. Het is een populaire uitgaansgelegenheid voor jonge Singaporezen en expats, en het gebied wordt gedomineerd door restaurants. Vaak wordt de enclave ook alleen daarvoor bezocht. Naast de restaurants zijn er ook gespecialiseerde winkels die niet-traditionele producten verkopen. De plek wordt soms "Holland V" genoemd. De kleine gebouwen in de enclave worden omringd door hoge flats. Om terroristische aanslagen te voorkomen zijn er in Holland Village mobiele barricades aanwezig.

## Etymologie
Holland Village is vernoemd naar de architect Hugh Holland, en dus niet naar Nederland. Hugh Holland was een inwoner van Singapore die architect en amateur-acteur was. De straten Holland Road, Holland Avenue, Holland Close en Holland Drive zijn alle naar deze man vernoemd (tot in 1972). Holland Road wordt in de plaatselijke taal hue hng au genoemd, wat zoveel betekent als achter de bloementuin, daarmee refererend aan een botanische tuin, de Singapore Botanic Gardens.